# Rigole de la Plaine
De Rigole de la Plaine was een aanvoerkanaal uit 1667 voor het Canal du Midi bij Revel in Zuid-Frankrijk. Het kanaal voerde water aan vanaf de rivier Sor, bij Pont Crouzet, naar het Bassin de Naurouze. Hier stroomde het water in het Canal du Midi.
Later werd Rigole de la montagne en het Bassin de Saint-Ferréol aangelegd om voldoende water te kunnen transporteren naar het kanaal.
In 1669 verbreedde Riquet rigole de la plaine zodat er schepen over konden varen. Het bevaarbare kanaal werd geopend in 1670 tussen Naurouze en Revel. Het oorspronkelijke idee hiervoor kwam van Pierre Borel.

## Departementen en gemeenten
Het kanaal ligt in de volgende departementen en gemeenten:
- Haute-Garonne : Revel - Saint-Félix-Lauragais
- Aude : Les Cassés, Saint-Paulet, Montmaur, Airoux,  seuil de Naurouze

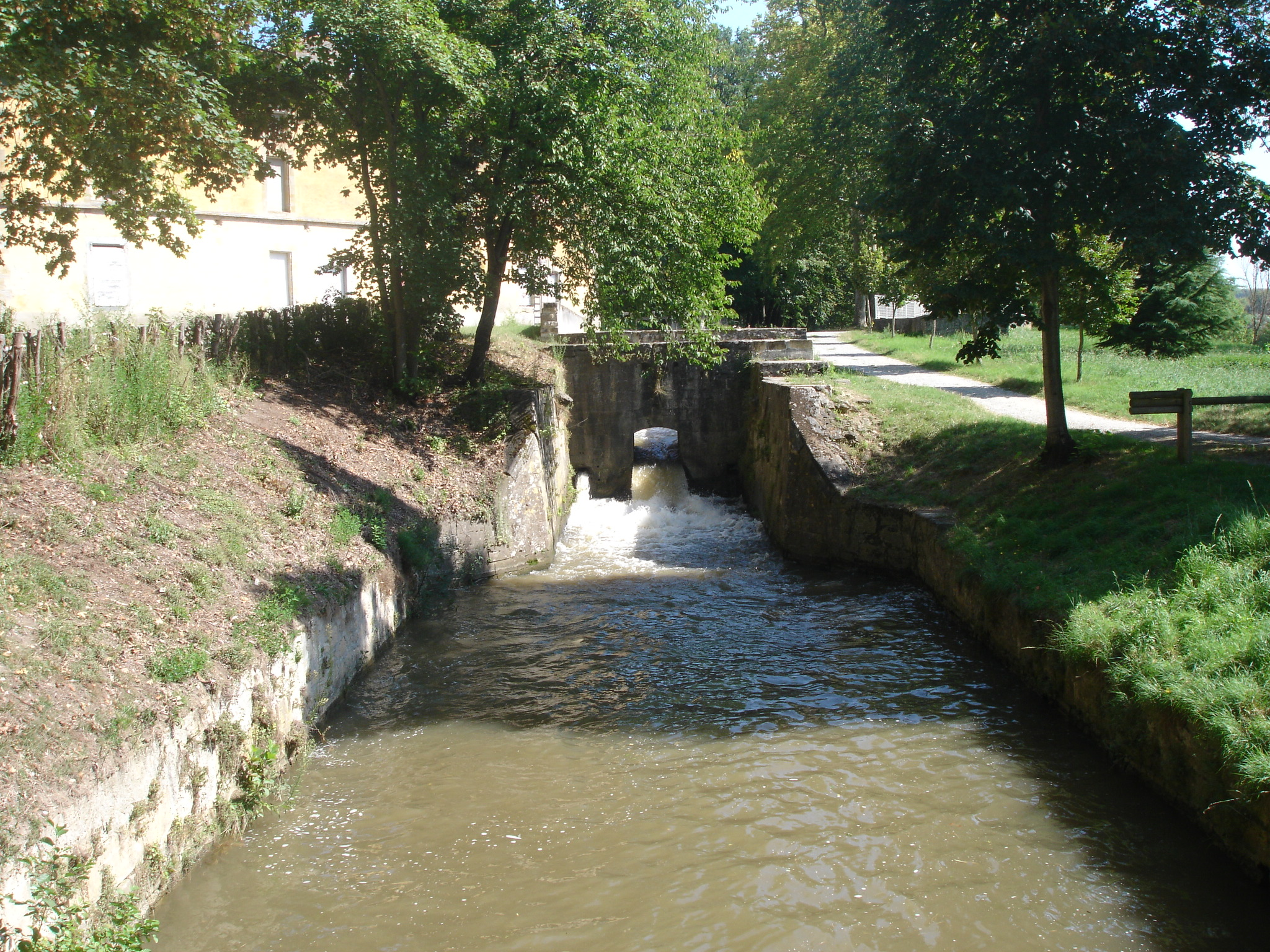
Rigole de la plaine bij Bassin de Naurouze
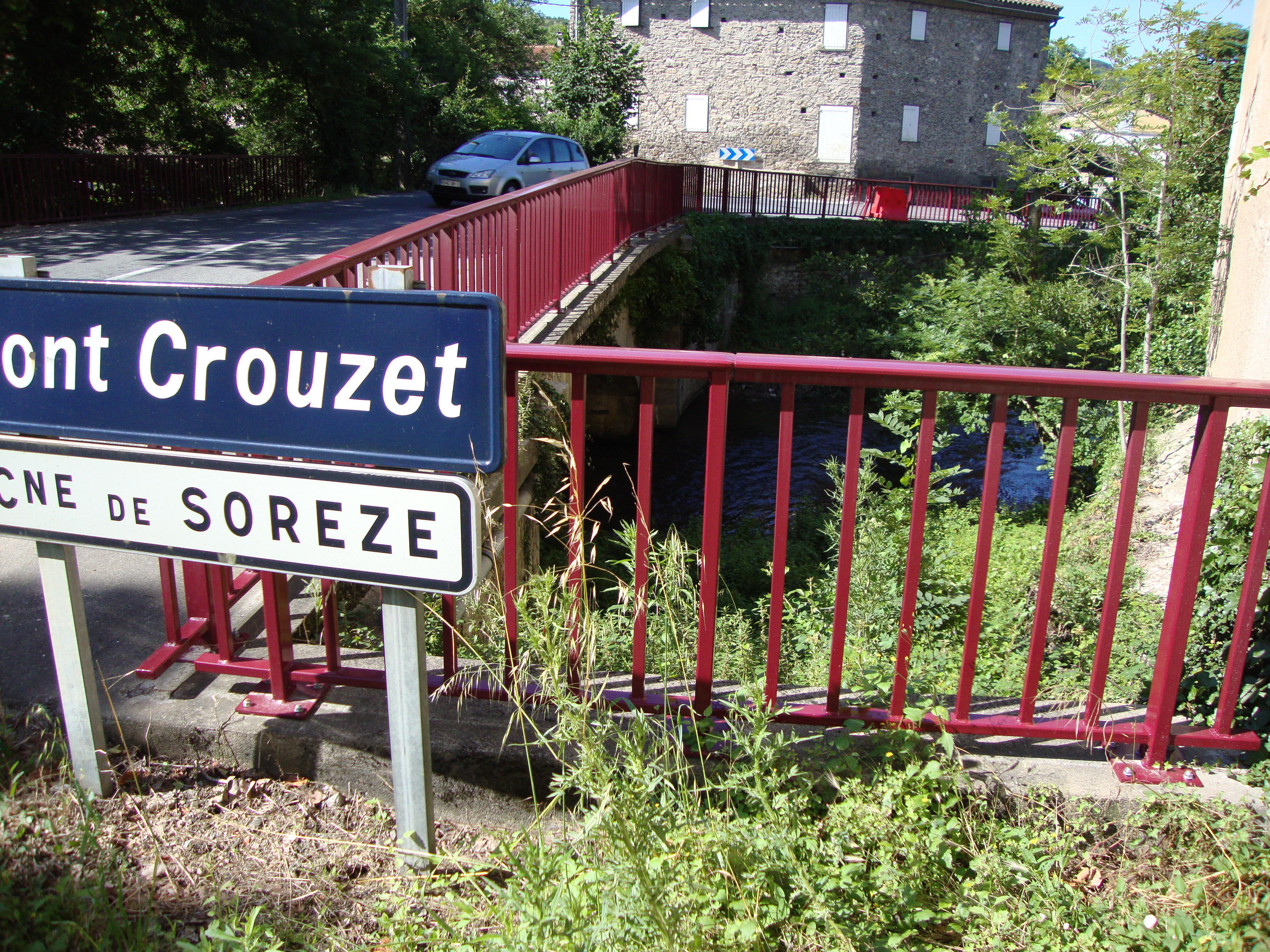
De Sor bij Pont Crouzet
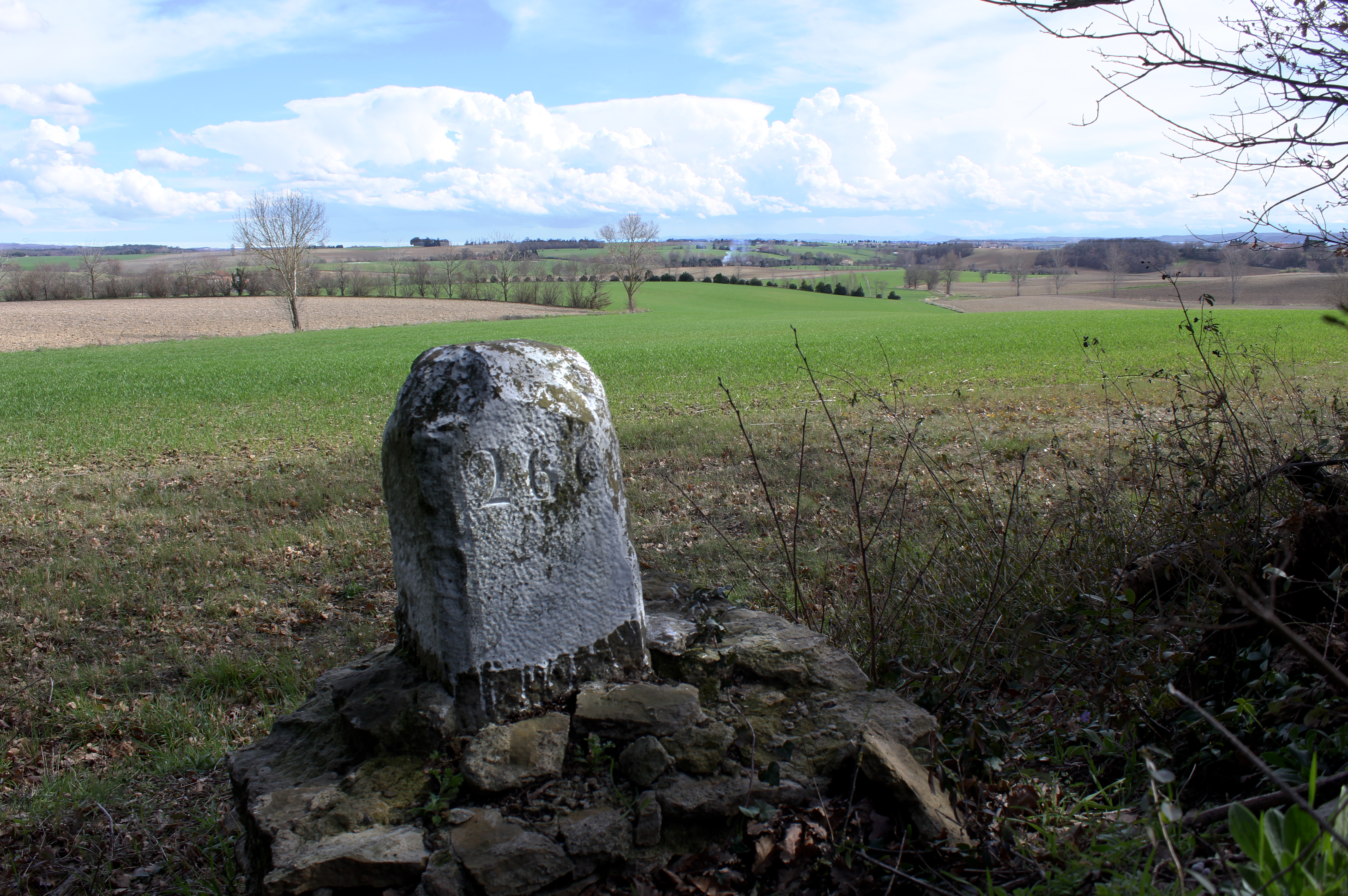
grenspaal 260